# فيصل محمود مدوه
فيصل محمود أحمد مدوه، مواليد (1944-) فنان تشكيلي كويتي معاصر وكاتب صحفي ومحلل سياسي. 

## الموهبة المبكرة
ولد فيصل محمود مدوه في الرابع عشر من أبريل عام 1944 في مدينة الكويت ، وأتم تعليمه الثانوي في معهد كراينبروك في ديترويت - ميشيغان و أكمل تعليمه الجامعي وحصل على بكالوريس تخصص فنون من جامعة ميامي ، وبعد التخرج حصل على شهره واسعه في أواخر السبعينات نظراً للرسومات الشخصية التي قام بها لشخصيات سياسية عربية وعالمية باررزه مثل هارولد ويلسون رئيس وزراء بريطانيا السابق ، وفرنسوا ميتران رئيس فرنسا السابق ، والملك فاروق ، والملك عبد العزيز بن سعود ، والملك فهد بن عبد العزيز.

## الطبيعة العربية
في فترة الثمانينات إهتم بنقل البيئة العربية من خلال لوحاته عبر الأسلوب الانطباعي متأثراً برواد الفن الانطباعي الذي تعمق في دراسة أعمالهما أكاديمياً، أمثال: ( كلود مونيه, غويا، إل غريكو , غوستاف كليمت ) بالرغم من صعوبة إنتاج لوحات مناظر طبيعية نظراً لمحدودية البيئة الصحراوية في الخليج إلا أنه شرع بدمج خياله الشخصي إلى الصورة الوقعية ليتسنى له حرية الخروج عن المألوف عوضاً عن الاكتفاء بتصوير الواقع.

## منحوتات تاريخية
في العام 1991 بعد تحرير الكويت ، كلفه الأمير الراحل الشيخ جابر الأحمد الجابر الصباح شخصياً بتصميم هدايا نفيسة من المنحوتات المذهبة والمطعمة بالأحجار الكريمة لتقدم كرمز لامتنان الكويت دولة وشعباً لقيادات دول التحالف. أمثال: (جورج بوش الاب، مارغريت ثاتشر، الإمبراطور كوماتسو اكيتو امبراطور اليابان ، الملك فهد بن عبد العزيز)

## التكعيبية وحضارات العالم
مع بدايات الألفية الحالية اتجه إلى المدرسة التكعيبيه كنتيجه لحالة النضج الفني التي وصل إليها و التي تحتم على الفنان دمج الفن بالفلسفة وتحليل المشهد لعناصره الأولية. في هذه المرحلة بدأ يستقي مواضيعه من بيئات العالم المختلفة، عوضاً عن الالتزام برسم المواضيع المستمده من بيئته الخليجية، ليس فقط لمحدوديه البيئة الخليجية التي أمدته بالإلهام لأكثر من عشرين عاماً, ولكن أيضا لإحساس فيصل أنه جزء من هذا العالم الكبير ومن الأنانية أن يخلد الفنان حضارة واحدة فقط. رسم مدوه عندها لوحات مستمده من حياة القبائل الأفريقية كما رسم راقصات الفلامنكو الأسبانيات ورسم رقصات من أميريكا اللاتينية ومن الشيشان.

## الملامح المميزة لفنه
يهوى تسجيل اللحظة والحركة ، ولقبه هواة الفن بـ (ملك التفاؤل) لأنه يسعى دائماً لتصوير لحظات البهجة الخاطفه وانفعالات السعادة عوضًا عن السوداويه والدراما. للعزف والرقص والغناء عند الشعوب مساحة كبيرة في فنه وهو غالباً يقدم العنصر الرئيسي في لوحاته في لحظة عارمه من النشوة واإاندماج العميق. للمرأة بكل جوانب شخصيتها حضور في فنه فقد قدم الأمومة وقدم ربه البيت السعيدة والمرأة العاشقه والمرأة العاملة والملكة والخادمه والمخدومه بإبداع.

## رأيه في الفن والفنانين
يقول فيصل مدوه: (الفنانين ليسوا بمرتبه رؤساء العالم، الفنانين أكثر تأثيراً)

## وصلات خارجية
| 1. مدوه.. وحديث للتاريخ . على يوتيوب 2. مدوه يدعوا لبناء كويت حديثة . على يوتيوب 3. قصة عمرها 7 آلاف سنة مسرحها جزيرة بوبيان يرويها فيصل مدوه على يوتيوب 4. رسالة فيصل مدوه بشأن حُرية التعبير على يوتيوب 1. 2. 3. |